# Nü-hua
Nü-hua (Nühua) legendás személy a Kína történeti korszakát megelőző, három fenség korában. Egyes legendák szerint Sao-tien (Shaodian) lánya, és így a Sárga Császár és Jen (Yan) császár testvére.

## Alakja
Életének részleteiről keveset árulnak el a történeti források. Sze-ma Csien (Sima Qian) művében, A történetíró feljegyzéseiben az olvasható, hogy Nü-hua (Nühua) Sao-tien (Shaodian) lánya volt, akit Nagy Je (Ye)hez (大業) adtak feleségül, és az ő gyermekük lett Nagy Fej (Fei) (大費), akinek az ismertebb neve Po-ji (Boyi) (伯益 vagy 伯夷) volt. Po-ji (Boyi) volt az a kultúrhérosz, aki segítségére volt Nagy Jü (Yu)nek az árvizek szabályozásában, és akinek a kútásás feltalálását tulajdonítják. Ekként Nü-hua (Nühua) a Jing (Ying) (嬴) nemzetség ősanyja, akiktől Csin (Qin) (秦) és a Csao (Zhao) (趙) állam is származtatta magát.